# James Pond: Underwater Agent
James Pond: Underwater Agent est un jeu vidéo de plates-formes en 2D développé par le studio anglais Vectordean et édité par Millennium en 1990. Le jeu a été conçu par Chris Sorrell. Il est sorti sur les ordinateurs Amiga et Atari ST et la console Mega Drive. C'est l'épisode inaugural de la série James Pond.
Le jeu met en scène James Pond, poisson agent secret, opposé aux méfaits du super-vilain Dr Maybe dans une série de missions à visée écologiste.

## Système de jeu
Le joueur contrôle le personnage James Pond dans des environnements subaquatiques à défilement multidirectionnel. Le jeu propose douze niveaux : chacun présente un objectif de mission spécifique comme délivrer des homards en cage, guider des poissons hors de zones radioactives, faire exploser une plate-forme pétrolière polluante ou sauver des sirènes de scientifiques malintentionnés. Le personnage peut explorer librement le décor, qui présente de nombreuses aires secrètes, pour retrouver les accessoires nécessaires à la mission et collecter divers objets-bonus (ou malus) qui améliorent ses habilités, sa condition ou le compteur de points. Les environnements sont parsemés de pièges et d'ennemis et il y a un temps limite pour effectuer les missions. L'agent Double Bubble peut tuer certains ennemis en les piégeant dans des bulles d'air. Le personnage dispose d'une réserve d'oxygène limitée pour faire des excursions hors de l'eau. Le nom des missions détourne les titres de films de la saga James Bond (Licence to Bubble, From Sellafield with Love, A View to a Spill, The Fish with the Golden Bar, etc).

## Développement
Chris Sorrell, alors âgé de dix-huit ans, a eu l'occasion de concevoir et programmer ce premier jeu original après plusieurs projets en tant qu'artiste et un travail de conversion pour la petite équipe anglaise Vectordean (fondé par Steve Bak et Tim Coupé en 1989). Le concepteur a d'abord cogité pour trouver un concept distinctif, travaillant sur un personnage cartoon basé sur un animal qui n'aurait pas déjà été utilisé et dont les traits physiques et le milieu naturel pourrait offrir quelque chose de nouveau sur le plan des mécaniques et des visuels. Il ébauche quelques roughs d'un poisson rouge aux yeux globuleux sur Deluxe Paint et élabore quelques mécaniques et idées de niveaux sous-marins avant de présenter le projet à l'éditeur Millennium. Le titre de travail est à l'origine Guppy jusqu'à ce que le nom de James Pond soit proposé par le patron de Millennium. Malgré les réticences initiales du concepteur, ce titre a insufflé un nouvel élan créatif au projet en sus de constituer un atout pour vendre le jeu à la presse et au public.
La conception du jeu est inspirée par le jeu de plates-formes Gribbly's Day Out (1984, C64) de Andrew Braybrook : le concepteur a cherché à transposer les sensations des mécaniques de vol de Gribbly Grobbly au monde subaquatique de James Pond. Flood (1990, Amiga, ST) de Bullfrog fut une autre influence, en particulier pour son style graphique et la technique de coloration utilisée pour certains décors d'arrières-plans.  Le développement s'est étalé sur sept mois. Chris Sorrell a développé le projet quasiment à lui seul sur l'ordinateur 16/32-bits Amiga, du concept à la programmation jusqu'à la création des graphismes, des animations et des effets sonores, à la façon des développeurs de l'ère 8-bits dont ils lisaient avidement les exposés dans le magazine Zzap!64 quelques années plus tôt : une petite fierté pour le directeur créatif de MediEvil et Primal. Nick Kenealy et Steve Bak lui ont apporté un soutien. Richard Joseph a créé la musique et les effets sonores. Steve Bak a adapté le programme sur Atari ST, qui exploite les spécificités du modèle STE, et Mega Drive, la première production européenne à paraître sur la console de Sega. Une version pour l'ordinateur Archimedes a aussi été produite par Krisalis Software.

## Accueil
| Média        | Note                    |
| ------------ | ----------------------- |
| ACE          | 780 ‰ (AM) - 765 ‰ (ST) |
| Amiga Format | 81 % (AM)               |
| Génération 4 | 89 % (AM)               |
| Joystick     | 93 % (AM, ST)           |
| Player One   | 87 % (MD)               |
| Tilt         | 16 sur 20 (AM, ST)      |

James Pond: Underwater Agent a reçu un accueil positif dans la presse spécialisée, qui loue la jouabilité, la réalisation visuelle et sonore et l'humour du programme.
Trenton Webb du magazine Amiga Format apprécie le ton mignon des graphismes soutenu par un sens de l'humour et le game design solide, qui abuse de secrets dans la tradition de Rainbow Islands et présente des touches de gameplay à la fois déconcertantes et amusantes. Alain Huyghues-Lacour de Tilt salue un jeu sans prétention qui se révèle extrêmement prenant et bénéficie d'une réalisation agréable, avec de jolis graphismes colorés, une animation fluide et une excellente jouabilité. Philippe Querleux de Génération 4 trouve le jeu très drôle et très prenant. Cyril Drevet de Player One y voit un jeu sympathique aux graphismes agréables, à la bande-son délirante et à la jouabilité très correcte. David Upchurch de ACE estime que son principal défaut réside dans sa nature répétitive.
Le destin commercial du jeu fut modeste mais suffisant pour que Chris Sorrell ait l'occasion de créer une suite, RoboCod, qui connaît l'année suivante un plus grand succès critique et commercial.